# Pharsalia jaccoudi
Pharsalia jaccoudi là một loài bọ cánh cứng trong họ Cerambycidae.